# Daniel Kelly (Fußballspieler, 2005)
Daniel Kelly (* 3. Oktober 2005 in East Kilbride) ist ein schottischer Fußballspieler, der bei FC Millwall in der EFL Championship unter Vertrag steht.

## Karriere

### Verein
Daniel Kelly wurde in East Kilbride etwa 15 km südlich von Glasgow geboren. Er begann seine Karriere im Kindesalter bei Celtic Glasgow. Nachdem Kelly die Jugendakademie von Celtic weitgehend durchlaufen hatte, unterschrieb er im Jahr 2022 seines ersten Profivertrag. Er spielte danach in der folgenden Saison 2022/23 als Stammspieler für die B-Mannschaft in der Lowland League unter Darren O’Dea und Stephen McManus. Zudem spielte Kelly in der UEFA Youth League. Der Mittelfeldspieler war auch in der folgenden Saison 2023/24 Stammkraft in der B-Mannschaft. Die Saisonvorbereitung absolvierte er mit der ersten Mannschaft unter Brendan Rodgers, als sich diese in Portugal und auf einer Asienreise befand. Nach beeindruckenden ersten sechs Monaten der Saison, in denen er unter anderem zwei Tore in der UEFA Youth League erzielte, gab der 18-Jährige im Januar 2024 sein Debüt in der ersten Mannschaft in der 4. Runde des schottischen Pokals gegen Buckie Thistle. Ab diesem Zeitpunkt stand er regelmäßig im Kader der Profimannschaft.
Am 28. Februar 2024 gab Kelly sein Debüt in der Scottish Premiership bei einem 7:1-Heimsieg gegen den FC Dundee, nachdem er für den Kapitän Callum McGregor eingewechselt wurde. Im Spielverlauf erzielte er das zwischenzeitliche 7:0.
Im August 2024 wechselte Kelly für eine Ablösesumme zum englischen Zweitligisten FC Millwall, nachdem er seinen Vertrag in Glasgow nicht verlängern wollte.

### Nationalmannschaft
Daniel Kelly kam im September 2022 zu seinem Debüt in der schottischen U18-Nationalmannschaft gegen Polen. Ein Jahr später debütierte Kelly eine Altersklasse höher in der U19 gegen Wales.

## Erfolge
Celtic Glasgow
- Schottischer Meister: 2024
- Schottischer Pokalsieger: 2024